# Образование в Ставрополе
18 октября 1837 года в Ставрополе в присутствии императора Николая I открыта первая на Кавказе мужская классическая гимназия. Знаменательная веха в развитии просвещения на Кавказе, первое светское среднее учебное заведение, открывшее доступ к образованию уроженцам губернии. Из её стен вышли литераторы просветители, общественные деятели: Г. А. Лопатин, К. Л. Хетагуров, Н. Я. Динник, М. Ф. Фроленко, В. В. Шеболдаев и др.
В настоящее время образовательный комплекс города включает в себя 48 учреждений, в том числе — четыре гимназии, семь лицеев, 12 школ с углубленным изучением различных предметов. В городе работают 69 детских дошкольных учреждений, из которых 57 — муниципальные, пять детских домов, 27 учреждений дополнительного образования. В Ставрополе 20 высших учебных заведений, девять из которых имеют статус государственных. Кроме этого, профессиональную подготовку осуществляют 11 средних специальных учебных заведений. Ставропольский аэроклуб РОСТО, базирующийся на аэродроме Ставрополь (Хуторская) осуществляет подготовку лётчиков-спортсменов на самолётах Як-52, а также парашютистов-спортсменов всех разрядов.

## Дошкольное образование
- Детский сад № 1 «Улыбка»[2]
- Детский сад № 2[3]
- Детский сад № 3 «Ромашка». Открыт 24 июня 1921 года как третий Советский детский сад[4]
- Детский сад № 4[5]. Открыт 4 мая 1976 года как детский сад-ясли «Красная шапочка»[4]
- Детский сад № 5[6]
- Детский сад № 6 «Здоровье»[7]
- Детский сад № 7[8]
- Детский сад № 8[9]
- Детский сад № 9[10]. Основан 25 января 1961 года[4]
- Детский сад № 10 «Каруселька». Открыт в 2023 году[11]
- Детский сад № 11 «Журавушка»[12]. Открыт 15 мая 1959 года как сад-ясли № 11 «Журавушка» управления сельского хозяйства администрации края[13]
- Детский сад № 12 «Сказка». Открыт 1 апреля 1968 года как ясли-сад № 12 ХОЗО УВД СК[14]
- Детский сад № 14 «Росинка»[15]
- Детский сад № 15 «Юсишка»
- Детский сад № 17[16]
- Детский сад № 18[17]
- Детский сад № 20 «Незабудка»[18]
- Детский сад № 21
- Детский сад № 22[19]
- Детский сад № 23
- Детский сад № 24 «Солнышко»[20]
- Детский сад № 25
- Детский сад № 27[21]
- Детский сад № 29[22]
- Детский сад № 30
- Детский сад № 31
- Детский сад № 33 «Гнёздышко»[23]
- Детский сад № 34 «Радость»[24]
- Детский сад № 35
- Детский сад № 36[25]. Открыт 25 мая 1965 года как детский ясли-сад[26]
- Детский сад № 37"[27]
- Детский сад № 38 «Успех». Открыт 9 августа 1966 года[4]
- Детский сад № 39. Открыт 25 ноября 1966 года как детский сад-ясли № 39 треста «Ставропольпромстрой»[28]
- Детский сад № 40[29]. Открыт 4 апреля 1924 года как детские ясли № 2[30]
- Детский сад № 41. Открыт 19 июля 2022 года[31]
- Детский сад № 42 «Русь»[32]
- Детский сад № 43 «Эрудит»[33]
- Детский сад № 44[34]
- Детский сад № 45[35]
- Детский сад № 46 «Первоцвет»[36]
- Детский сад № 47 «Искорка»[37]
- Детский сад № 48[38]
- Детский сад № 49 «ФЕЯ»[39]
- Детский сад № 50. Открыт 15 мая 1972 года[40]
- Детский сад № 51 «Росток»[41]
- Детский сад № 52[42]
- Детский сад № 53 «Истоки». Открыт 2 декабря 1972 года как детский сад-яслям «Крайколхозстроя»[43]
- Детский сад № 54. Открыт 30 ноября 1973 года как детский сад-ясли № 54 «Золотой ключик»[44]
- Детский сад № 55
- Детский сад № 56[45]
- Детский сад № 57
- Детский сад № 58[46]
- Детский сад № 59 «Серебряное копытце». Открыт 28 ноября 1976 года[4]
- Детский сад № 60 «Крепышок».[47]
- Детский сад № 61 «Малышок»[48]
- Детский сад № 62[49]
- Детский сад № 64[50]
- Детский сад № 65 «Улыбка»[51]
- Детский сад № 67[52]
- Детский сад № 68"[53]
- Детский сад № 69 «Уникум»[54]
- Детский сад № 70[55]
- Детский сад № 71 «Сказка»[56]
- Детский сад № 72 «Берегиня»[57]
- Детский сад № 73[58]
- Детский сад № 74[59]
- Детский сад № 75[60]
- Детский сад № 76[61]
- Детский сад № 77 «Золотая рыбка». Начал работу 15 января 1991 года[4]
- Детский сад № 78 «Алые паруса»[62]
- Детский сад № 79
- Детский сад № 80
- Детский сад № 85
- Детский сад № 86
- Детский сад № 87
- Детский сад № 164[63]

## Общее образование
- Средняя общеобразовательная школа № 1[64]. Открыта 22 октября 1861 года женское училище второго разряда[4]. По другим данным открыта 31.12/13.01 1861 года как женская гимназия[65]

В здании по проспекту Октябрьской революции, 24 как Ольгинская женская гимназия. Названа по просьбе горожан в честь Её Императорского высочества великой княгини Ольги с дозволения князя Михаила Романова (1869). Среди её знаменитых выпускников — сестра милосердия, героиня Первой мировой войны Римма Иванова, писательница Ольга Форш, личный библиотекарь В. И. Ленина Шушаника Манучарьянц. Правопреемницей Ольгинской гимназии считается средняя образовательная школа № 1.
- Средняя общеобразовательная школа № 2[67]. Открыта 31 августа 1936 года как мужская средняя школа № 2[4]
- Гимназия № 3[68]. Открыта 25 октября 1905 года как ставропольская третья женская гимназия[26]
- Средняя общеобразовательная школа № 4. Открыта в 1847 году как духовное училище-бурса[1]. С 2017 по 2021 год носила имя И. Д. Сургучёва[69][70]

В 1939 году была открыта школа № 4 на месте взорванного Троицкого собора. 3 августа 1942 года южное крыло школы пострадало от бомбёжки. В начале 1950-х годов на месте школы постороили гостиницу «Интурист» (первоначальное название гостиницы — «Ставрополь»)
- Лицей № 5
- Средняя общеобразовательная школа № 6 им. Георгия Николаевича Косенко. Открыта в 1923 году. 3 июля 1941 года в помещениях школы № 6 развёрнут госпиталь[72]. На территории школы установлен бюст Г. Н. Косенко[73]
- Средняя общеобразовательная школа № 7[74]
- Лицей № 8 им. Н. Г. Голодникова. Открыт в 1939 году как средняя мужская школа № 8[75]
- Гимназия № 9 имени Героя Советского Союза Владимира Ковалёва[76]
- Лицей № 10[77]. Открыт 20 ноября 1890 года как Павловское училище[26]
- Средняя общеобразовательная школа № 11 имени И. А. Бурмистрова[78]
- Гимназия № 12 имени В. Э. Белоконя[79]
- Средняя общеобразовательная школа № 13[80]. Открыта 8 января 1900 года как начальное училище имени В. Г. Короленко[81]
- Лицей № 14 имени Героя Российской Федерации Владимира Вильевича Нургалиева[82]
- Лицей № 15[83]. Открыта 1 сентября 1971 года как средняя образовательная школа № 15[4]
- Лицей № 16[84]. Открыта 1 сентября 1966 года как средняя общеобразовательная школа № 16[4]
- Лицей № 17[85]
- Средняя общеобразовательная школа № 18[86]
- Средняя общеобразовательная школа № 19. Открыта 1 октября 1967 года[1]
- Средняя общеобразовательная школа № 20[87]
- Средняя общеобразовательная школа № 21[88]
- Средняя общеобразовательная школа № 22[89]
- Лицей № 23[90]
- Гимназия № 24 имени генерал-лейтенанта юстиции М. Г. Ядрова[91]
- Гимназия № 25[92]. Открыта 3 февраля 1945 года как средняя женская школа № 25[81]
- Средняя общеобразовательная школа № 26[93]
- Средняя общеобразовательная школа № 27[94]. Открыта 1 июля 1986 года[4]
- Средняя общеобразовательная школа № 28[95]
- Средняя общеобразовательная школа № 29[96]
- Гимназия № 30[97]
- Средняя общеобразовательная школа № 32[98]
- Средняя общеобразовательная школа № 34[99]
- Лицей № 35[100]
- Средняя общеобразовательная школа № 37[101]
- Лицей № 38[102]
- Средняя общеобразовательная школа № 39[103]
- Средняя общеобразовательная школа № 41[104]
- Средняя общеобразовательная школа № 42[105]
- Средняя общеобразовательная школа № 43 имени Героя РФ В. Д. Нужного
- Средняя общеобразовательная школа № 44
- Средняя общеобразовательная школа № 45
- Средняя общеобразовательная школа № 50
- Средняя общеобразовательная школа № 55. Открыта 21 июля 2022 года[106]
- Средняя общеобразовательная школа № 64[107]
- Вечерняя общеобразовательная школа имени Героя России Владислава Духина[108]. Открыта 6 декабря 1872 года как Михайловское ремесленное училище[109]
- Вечерняя общеобразовательная школа № 3[110]
- Вечерняя общеобразовательная школа № 5[111]
- Президентское кадетское училище[112]
- Кадетская школа имени генерала А. П. Ермолова[113]
- Гимназия «ЛИК-Успех»[114]
- Православная Свято-Успенская гимназия Ставропольской и Невинномысской Епархии[115]
- Специальная (коррекционная) общеобразовательная школа № 33[116]. Открыта 5 октября 1966 года как специальная вспомогательная школа № 33 с продлённым днем[117]
- Специальная (коррекционная) общеобразовательная школа-интернат № 36. Открыта 1 ноября 1922 года как губернский дет-дом-школа для глухонемых детей[118].
- Санаторный детский дом для детей-сирот и детей, оставшихся без попечения родителей, № 12. Открыт 10 апреля 1957 года как школа-интернат № 1[119]

## Дополнительное образование
- Дворец детского творчества. Открыт 22 февраля 1936 года как Дом пионеров и школьников[66]. В современном здании (строилось как краевой дом политпросвещения, но было передано дому пионеров) находится с 22 февраля 1987 года[120]
- Детская музыкальная школа № 1. Открыта 19 октября 1902 года[1]
- Детская музыкальная школа № 2[121]
- Детская музыкальная школа № 4[122]
- Детская музыкальная школа № 5. Открыта 1 июня 1981 года[4]
- Детская хореографическая школа[123]
- Детская художественная школа[124]
- Детская школа искусств[125]
- Детский санаторно-оздоровительный центр «Лесная поляна»[126]
- Детско-юношеская спортивная школа № 3[127]
- Детско-юношеская спортивная школа № 4 по футболу[128]
- Детско-юношеская спортивная школа № 5[129]
- Детско-юношеская спортивная школа единоборств[130]
- Детско-юношеская спортивная школа олимпийского резерва № 1[131]
- Детско-юношеская спортивная школа олимпийского резерва № 2[132]
- Детско-юношеская спортивная школа олимпийского резерва Василия Скакуна[133]
- Детско-юношеская спортивная школа олимпийского резерва по гандболу[134]
- Детско-юношеская спортивная школа по бильярдному спорту[135]
- Детско-юношеская спортивная школа по мини-футболу[136]
- Детско-юношеская спортивная школа по теннису[137]
- Детско-юношеская спортивная школа по футболу «Кожаный мяч» Романа Павлюченко[138]
- Детско-юношеская спортивная школа по футболу[139]
- Детско-юношеский Центр «Патриот»[140]
- Дом детского творчества Октябрьского района[141]
- Краевая детско-юношеская спортивная школа (комплексная)[142]. Открыта 18 октября 1965 года[26]
- Краевой центр развития творчества детей и юношества имени Ю. А. Гагарина[143]. Открыт 29 апреля 1961 года как Дворец культуры имени Ю. А. Гагарина
- Краевой центр экологии, туризма и краеведения[144]. Открыт 22 октября 1956 года как Ставропольский краевой центр детско-юношеского туризма[4]
- Специализированная детско-юношеская спортивная школа олимпийского резерва по легкой атлетике[145]
- Специализированная детско-юношеская спортивная школа олимпийского резерва по спортивной борьбе[146]
- Специализированная детско-юношеская спортивная школа олимпийского резерва по художественной гимнастике[147]
- Центр внешкольной работы Промышленного района[148]
- Центр детского творчества Промышленного района[149]
- Центр дополнительного образования детей Ленинского района[150]
- Центр творческого развития и гуманитарного образования для одаренных детей «Поиск»[151]
- Школа высшего спортивного мастерства по дзюдо и самбо[152]
- Школа греческого языка и культуры имени Н. К. Мацукатидиса[153]
- Образовательный центр «Планета Иностранных Языков»

## Среднее профессиональное образование
- Региональный многопрофильный колледж. Открыт 4 апреля 1972 года как городское профессиональное техническое училище № 31[119]
- Ставропольский базовый медицинский колледж[154]
- Ставропольский государственный политехнический колледж. Открыт 3 марта 1943 года как фабрично-заводская школа № 9[155]
- Ставропольский колледж связи им. Героя Советского Союза В. А. Петрова. Открыт 7 мая 1955 года[81]
- Ставропольский колледж сервисных технологий и коммерции. Открыт 25 апреля 1954 года как Ставропольский технологический техникум[156]
- Ставропольский колледж экономики и дизайна[157]
- Ставропольский колледж экономики и права. Открыт 6 сентября 1996 года[4]
- Ставропольский колледж экономики и управления «Бизнестранс»
- Ставропольский краевой колледж искусств[158]
- Ставропольский региональный колледж вычислительной техники и электроники[159]. Открыт 1 сентября 1986 года[4]
- Ставропольский строительный техникум[160]. Открыт 30 мая 1944 года[161]. По другим данным открыт 14 июля 1944 года как Ставропольский техникум гражданского строительства[13]. В 1951-1957 годах в ведении Министерства нефтяной промышленности СССР и именовался нефтяным техникумом[162].
- Ставропольское краевое художественное училище[163]
- Ставропольское училище искусств
- Ставропольское училище олимпийского резерва. Открыто 20 ноября 1983 года[44].
- Южно-Русский многопрофильный техникум
- Современная школа бизнеса (при институте дружбы народов Кавказа)

## Высшее образование
Университеты и академии
- Северо-Кавказский федеральный университет
- Ставропольский государственный аграрный университет
- Ставропольский государственный медицинский университет

Институты
- Ставропольский государственный педагогический институт
- Ставропольский институт управления
- Ставропольский институт имени В. Д. Чурсина
- Ставропольский институт экономики и управления им. О. В. Казначеева
- Северо-Кавказский гуманитарный институт
- Северо-Кавказский социальный институт
- Ставропольский финансово-экономический институт
- Ставропольский краевой институт повышения квалификации работников образования
- Северо-Кавказский гуманитарно-технический институт
- Институт дружбы народов Кавказа

Филиалы вузов
- Институт экономики и управления имени О. В. Казначеева (филиал Пятигорского государственного гуманитарно-технологического университета)[164]
- Филиал Белгородского университета потребительской кооперации (Ставропольский институт кооперации). Образован 1 декабря 1961 как учебно-консультационный пункт Московского кооперативного института[4]
- Филиал Голицынского пограничного института ФСБ РФ
- Филиал Краснодарского университета МВД РФ[165]
- Филиал Московского педагогического государственного университета
- Филиал Московского государственного университета приборостроения и информатики. Открыт 18 декабря 1996 года[166]
- Филиал Московского гуманитарно-экономического института (МГЭИ)
- Филиал Московского института предпринимательства и права (МИПП)
- Филиал Поволжского государственного университета телекоммуникаций и информатики[167]
- Филиал Пятигорского государственного лингвистического университета
- Филиал Российского государственного социального университета[168]
- Филиал Российского университета дружбы народов[169]
- Филиал Российской академии народного хозяйства и государственной службы при Президенте Российской Федерации[170]
- Филиал Южно-Российского государственного университета экономики и сервиса (Ставропольский технологический институт сервиса)

Семинария
- Ставропольская духовная семинария. Старейшее учебное заведение на юге России. Основана в 1846 году